# You're Beautiful
You're Beautiful è un singolo del cantautore britannico James Blunt, pubblicato il 30 maggio 2005 come terzo estratto dal primo album in studio Back to Bedlam.
Il brano è stato scritto dallo stesso Blunt, insieme a Sacha Skarbek e Amanda Ghost, e ha ottenuto enorme successo in tutto il mondo, arrivando ai vertici delle classifiche di molti Paesi, come Australia, Regno Unito, Stati Uniti, Canada e Irlanda. Nel 2006 ha vinto l'Ivor Novello Award per la massiccia programmazione radiofonica, ed è l'unica canzone inglese ad essere mai arrivata al primo posto nella Latin America Top 40.

## Descrizione
I giornali hanno dichiarato che You're Beautiful è stata ispirata da una ex-fidanzata di Blunt, Dixie Chassay, direttrice del cast per i film di Harry Potter. Blunt ha dichiarato che nella canzone racconta come si sia rincontrato con la sua ex-fidanzata in un sottopassaggio a Londra, mentre lei era con un nuovo partner, di cui Blunt non conosceva neppure l'esistenza. I loro sguardi si sono incrociati ed hanno rivisto una vita intera passata insieme, ma non hanno potuto fare nulla, e da quel momento non si sono mai più visti. Nonostante il successo del brano, James Blunt ha dichiarato di non amare particolarmente la canzone, preferendo molti altri brani dell'album. In seguito, in una classifica della rivista Rolling Stone, You're Beautiful è arrivato alla posizione numero 7 dei brani più fastidiosi della storia.
Blunt è stato inoltre accusato di plagio poiché la melodia di You're Beautiful è molto simile a quella di I Will Always Return di Bryan Adams dal film Spirit. 

## Video musicale
Il videoclip, diretto da Sam Brown e girato a Maiorca il 23 marzo 2005, mostra Blunt in cima a una montagna che, dopo essersi tolto i vestiti, esclusi i pantaloni, si tuffa nelle profondità del mare ghiacciato, mentre canta i versi But it's time to face the truth, I will never be with you. Molti hanno pensato che il video alluda a un probabile suicidio poiché quel salto rappresenterebbe una metafora della morte; tuttavia, potrebbe trattarsi anche di un'allusione alla "morte dell'amore". Il continuo della trama del video è possibile vederlo nel videoclip del singolo di Blunt Cold (2019), in cui il cantautore riemerge dalle acque e ritorna sulla montagna dalla quale si era tuffato, recuperando tutti i suoi effetti personali.
Un'altra versione del video è stata presentata per la prima volta all'edizione 2006 dei BRIT Awards, e vede protagoniste tre sirene che nuotano sott'acqua. Improvvisamente, Blunt entra nell'acqua e nuota insieme a loro. Nel momento in cui si arriva alla frase But it's time to face the truth/I will never be with you, Blunt ritorna in superficie, lasciando indietro le sirene. Il video viene trasmesso spesso durante le performance dal vivo del cantante.

## Tracce
UK CD1
1. You're Beautiful
2. Fall at Your Feet (acoustic)

UK CD2 / Australian/New Zealand CD single
1. You're Beautiful (edit)
2. High (acoustic)
3. You're Beautiful (CD-Rom making of video)
4. You're Beautiful (CD-Rom Video)

UK 7"
1. You're Beautiful
2. So Long Jimmy (acoustic)

## Successo commerciale
You're Beautiful è il singolo di maggior successo di Blunt, nonché il suo primo singolo di successo. Ha raggiunto la prima posizione in Paesi come Regno Unito, Stati Uniti, Irlanda, Canada, Paesi Bassi, Norvegia e Svezia, mentre ha raggiunto la top-five della classifica in Francia, Germania, Svizzera, Nuova Zelanda e Australia, dove si è imposta alla seconda posizione, rimanendovi per due settimane consecutive.
Nell'autunno del 2005 il singolo è stato pubblicato in Nord America, dove ha ottenuto un ampio successo. In Canada è salita in prima posizione (dove è rimasta per quattro settimane consecutive) 22 settimane dopo il suo debutto in classifica. Negli Stati Uniti ha debuttato alla posizione numero 88 prima di raggiungere la prima posizione 17 settimane dopo.

## Classifiche

### Classifiche settimanali
| Classifica (2005-13)      | Posizione massima |
| ------------------------- | ----------------- |
| Australia                 | 2                 |
| Austria                   | 6                 |
| Belgio (Fiandre)          | 1                 |
| Belgio (Vallonia)         | 3                 |
| Canada                    | 1                 |
| Danimarca                 | 4                 |
| Francia                   | 5                 |
| Germania                  | 2                 |
| Irlanda                   | 1                 |
| Italia                    | 21                |
| Norvegia                  | 1                 |
| Nuova Zelanda             | 4                 |
| Paesi Bassi               | 1                 |
| Polonia                   | 3                 |
| Regno Unito               | 1                 |
| Repubblica Ceca           | 1                 |
| Russia                    | 10                |
| Spagna                    | 43                |
| Stati Uniti               | 1                 |
| Stati Uniti (alternative) | 4                 |
| Stati Uniti (pop)         | 5                 |
| Svezia                    | 1                 |
| Svizzera                  | 2                 |
| Ucraina                   | 124               |
| Ungheria                  | 1                 |

### Classifiche di fine anno
| Classifica (2005) | Posizione |
| ----------------- | --------- |
| Australia         | 4         |
| Austria           | 26        |
| Belgio (Fiandre)  | 4         |
| Belgio (Vallonia) | 20        |
| Europa            | 4         |
| Francia           | 87        |
| Paesi Bassi       | 3         |
| Regno Unito       | 4         |
| Russia            | 53        |
| Svezia            | 6         |
| Svizzera          | 11        |
| Ungheria          | 34        |
| Classifica (2006) | Posizione |
| Austria           | 66        |
| Belgio (Fiandre)  | 74        |
| Europa            | 72        |
| Italia            | 93        |
| Regno Unito       | 123       |
| Russia            | 61        |
| Stati Uniti       | 4         |
| Svizzera          | 34        |

### Classifiche di fine decennio
| Classifica (2000-09) | Posizione |
| -------------------- | --------- |
| Germania             | 85        |

## Cover
Il brano è stato soggetto a numerose cover, tra cui quelle realizzate da Maria Lawson, Beverley Trotman, Kenny G e "Weird Al" Yankovic (che ne ha fatto una parodia intitolata You're Pitiful).